# Arturo Salah
Pour les articles homonymes, voir Salah.
Arturo Alejandro Salah Cassani (né le 4 décembre 1949 à Santiago au Chili) est un joueur de football chilien (d'origine palestinienne et italienne), qui évoluait au poste de défenseur, avant d'ensuite devenir entraîneur.
Surnommé « Elmer », il est dirigeant du Blanco y Negro SA, club satellite dirigé par le Colo-Colo de 2013 à avril 2015.
Le 4 janvier 2016, il est élu président de la Fédération du Chili de football.

## Palmarès
| Universidad de Chile - Championnat du Chili : - Vice-champion : 1980. - Coupe du Chili (1) : - Vainqueur : 1979. |  | Colo-Colo - Championnat du Chili (2) : - Champion : 1986 et 1989. - Vice-champion : 1987. - Coupe du Chili (1) : - Vainqueur : 1988, 1989 et 1990. - Finaliste : 1987. Cobreloa - Championnat du Chili : - Vice-champion : 2000. |